# Spreeteich
Der Spreeteich ist ein Gewässer auf der Gemarkung der Gemeinde Schlepzig im Landkreis Dahme-Spreewald in Brandenburg. Er liegt südlich des Gemeindezentrums. Südlich des Wohnplatzes Petkamsberg befindet sich eine Teichanlage, die für die gewerbliche Fischzucht genutzt wird. Sie besteht aus dem nördlich gelegenen Inselteich, dem südlich angrenzenden Sommerteich sowie dem wiederum südlich gelegenen Spreeteich. Östlich schließen sich der Moorteich, der Gänseteich und der Schnepfenteich an. Südlich des Gänse- und Schnepfenteichs liegt das Naturschutzgebiet Biebersdorfer Wiesen.